# MTV Unplugged (album, Ricky Martin)
Ricky Martin MTV Unplugged je první živé album zpěváka Ricky Martina, které vyšlo 7. listopadu 2006

ve formě CD a DVD u vydavatelstvy Sony Music dceřiné společnosti s latinskou tematikou Sony BMG Norte.
Na 8. předávání hudebních cen Latin Grammy Awards, konaném v listopadu 2007, bylo album oceněno dvěma cenami, a to za nejlepší pop vokální album (muži) a nejlepší hudební příběhové video (dlouhé).
Byl nahráván 17. srpna 2006 v Miami. V říjnu 2006 mělo premiéru různých latinských televizních stanic včetně,
 MTV Latin America a MTV Puerto Rico.

## Seznam písní
CD & DVD
1. "Gracias Por Pensar En Mí" — 4:38
2. "Con Tu Nombre" — 4:20
3. "María" — 5:31
4. "Tu Recuerdo (featuring L/a Mari & Tommy Torres)" — 4:07
5. "Perdido Sin Ti" — 4:26
6. "Asignatura Pendiente" — 4:19
7. "Vuelve" — 5:35
8. "Lola, Lola" — 4:20
9. "Volverás" — 5:05
10. "La Bomba" — 5:49
11. "Fuego De Noche, Nieve De Día" — 5:12
12. "Pégate" — 4:05

Wal-Mart exclusive DVD bonus
1. "The Making of Ricky Martin MTV Unplugged"

## Umístění ve světě
| umístění(2006/2007)       | pozice |
| ------------------------- | ------ |
| Argentina Top 40          | 1      |
| Mexiko Top 100            | 2      |
| Španělsko 100             | 6      |
| Billboard Top Latin Album | 1      |
| Billboard 200             | 38     |

## Prodej a Certifikace
| Hitparáda          | certifikace      | Prodejnost |
| ------------------ | ---------------- | ---------- |
| Argentina CAPIF    | 4x Platina/zlato | 180,000    |
| Centrální Amerika  | 3x Platina       | 30,000     |
| Colombie           | zlato            | 10,000     |
| Latinská Amerika   | Platina          | 1,000,000  |
| Mexiko             | 200,000          |            |
| Španělsko          | zlato            | 40,000     |
| Spojené státý RIAA | 2x Platina       | 400,000    |
| Venezuela          | Platina          | 20,000     |
| celosvětově        | 2x Platina       | 2,000,000  |

## Úspěch ve Spojeních státéch
| pozice     | 38     | 74     | 133    | 157   | 183   |
| prodejnost | 28,132 | 16,625 | 11,968 | 8,100 | 8,270 |